# Big Chute
Big Chute is een waterglijbaan in het Belgische attractie- en dierenpark Bellewaerde. De attractie bestaat uit vier lichtblauwe polyester banen en is gelegen in de themazone Canada. De glijbaan is 10 m hoog en een van de vier waterattracties in Bellewaerde. De waterglijbaan is in 1989 gebouwd door Van Egdom.

## Verloop
De bezoekers nemen, na aanschuiven in de wachtrij, een rubberbootje. Hiermee klimmen ze de trap op tot bovenaan de glijbaan. Eenmaal boven aangekomen, neemt men plaats op een startplatform. Daarna wordt het platform onder een hoek van 30° gebracht, waardoor de bootjes naar beneden glijden.

## Toegankelijkheid
Men kan met één, twee of drie personen tegelijk in een bootje. De attractie is vrij toegankelijk voor iedereen groter dan 120 cm, voor kinderen tussen 90 cm en 120 cm is de begeleiding van een volwassene vereist.
Het park vraagt tegenwoordig om steeds met twee personen in het bootje plaats te nemen. Dit omdat één persoon soms niet zwaar genoeg is om het einde van de glijbaan te bereiken, al hangt dit ook af van de zithouding van de inzittende.
Afbeeldingen